# 佐々木指月
佐々木 指月（ささき しげつ、1882年（明治15年）3月10日） - 1945年（昭和20年）5月17日、俗名：佐々木栄多）は、明治・大正・昭和期の臨済宗の僧。東京美術学校彫刻選科（現・東京芸術大学）を卒業。米国仏教協会（今の米国第一禅堂）を1930年にニューヨークに創設した。アメリカ合衆国での禅宗発展に影響を与えた指月は、米国で生活し指導を行った最初の日本人師家たちの一人である。1944年、米国人ルース・フラー・エヴェレットと結婚した。1945年5月、法嗣を残さずに死去。著名な彼の生徒の一人アラン・ワッツは、1930年代後半に短い間彼の許で学んだ。号は曹溪庵。

## 生涯
1882年、三重県に生まれた。実母は神官の父と内縁関係にあり、父とその妻によって育てられた。父は4歳から論語の素読を教えた。15歳の頃父が亡くなったあとは、仏師屋に奉公中彫刻を志し、彫刻家見習いとして、既に著名であった東京美術学校の高村光雲の許で修行した。在学中、釈宗演の法嗣であった釈宗活に従って臨済禅の修行を開始し、1905年、卒業。卒業後、大日本帝国陸軍に徴集され、日露戦争の間満州国境地帯でしばらく軍務に就いた。終戦直後の1906年に免官され、最初の妻であるトメと結婚した。彼女は宗活下の同門であった。
新婚夫婦は、居士禅の教団「両忘協会」のアメリカ支部設立のため、宗活の率いる14名の布教集団の参加者としてカリフォルニア州のサンフランシスコに渡った。すぐに最初の子、シンタロウが生まれた。カリフォルニアで禅の共同体を創設しようと、布教集団は、カリフォルニアのヘイワードで苺栽培を始めた。しかし、ほとんど成功しなかった。指月は、カリフォルニア美術学校で、リチャード・パーティントンに絵画を学んだ。そこで、千崎如幻と出会う。1910年までに布教集団による禅共同体経営の試みは失敗に終わったことが明らかになった。最初期の参加者14人のうち指月一人を残して集団は帰国した。指月は妻子を伴わずにオレゴン州に単身赴いて労働し、ワシントン州のシアトルで妻子と合流しようと図った。そこで、第二子セイコを得ることとなった。
シアトルでは、指月は額縁職人として働く一方、中央公論社や北米新報のような日本の出版社のために様々な記事や随筆を書いた。オレゴンやワシントン近郷を北米新報の購読契約を求めて旅した。妻は再び懐妊したため、1913年に子育てのために日本に帰国した。続く2、3年余りの間、生計を得るために様々な仕事をしたのち、1916年にニューヨーク、マンハッタンのグリニッジ・ヴィレッジに移り、そこで、詩人であり魔術師であるアレイスター・クロウリーと出会うこととなる。この時期にアメリカ軍から時々尋問されたが、日本に対する忠誠心が残っていたために、徴兵されなかった。ニューヨークでは、マクスウェル・ボーデンハイムの使用人兼翻訳者として働いた。指月も余暇に詩作をするようになり、『国民文学』に寄稿。同年、窪田空穂の助力により詩集『郷愁』を刊行した。
1920年、最初に釈宗演、その後宗活の許で行っていた公案による修行を継続するために日本に戻った。1922年、米国に渡り、1924年あるいは1925年に宗活から居士指導の指令を受けて、ニューヨークの東58番街にあるオリエンタリア書店で、仏教に関する講話を始めた。1927年再度帰国。1928年には宗活から臨済宗における最終承認の証である印可を受け、居士でありながら禅を教える許可を得た。同年渡米した。在家のまま布教することに限界を感じたため出家を決意したが、宗活に反対され、宗活と決別して大徳寺で得度し、ニューヨークに戻った。パトロンが付き、1930年5月11日には指月と数人の米国学生とで、米国仏教協会を立ち上げ、これは1931年に4人の構成員によって西70番街63において法人化された。ここで、指月は禅問答、仏法講話、様々な重要仏典の翻訳を行った。また、仏像を彫り、ティファニーのために芸術作品の修復を行うことによって、生計の一助とした。
1938年には、未来の妻となるルース・フラー・エヴェレット(en:Ruth Fuller Sasaki)が、指月の許で修行を始め、エリュウという法名を得た。ルースの娘エレノアは、同年に指月の許で修行を始めたアラン・ワッツの最初の妻であった。1941年、ルースはニューヨークの東65番街124にあったアパートを購入した。これは、指月の住まいとなり、また、12月6日に開設した米国仏教協会の新たな拠点ともなった。
真珠湾攻撃のあと、敵性外国人としてFBIにより逮捕、1942年6月15日にエリス島に連行される。アメリカへの忠誠心を問われた時に日章旗への発砲を拒否し、10月2日にメリーランド州フォートミードのキャンプで拘禁される。そこで、高血圧と幾度かの脳卒中で苦しんだ。指月は、1943年8月17日、学生たちの嘆願運動によって収容所から解放され、ニューヨークの仏教協会に戻った。1944年、相当年数離れて暮らしていたことを理由に、アーカンソー州のリトルロックで、妻トメとの離婚が成立。その直後の同年7月10日、アーカンソー州のホットスプリングスで、ルースと結婚。長い体調不良ののち、1945年5月17日に死去。遺灰はニューヨークのブロンクスにあるウッドローン墓地に葬られた。没後、米国仏教協会は、米国第一禅堂へと名称変更した。

## 指導方法
指月の指導方法の基本形は参禅すなわち教師が公案を用いて生徒の到達した境位を問うことにあり、法話はしばしば提唱の形式で行われた。興味深いことに、指月は、米国仏教協会においては、坐禅主体の指導や接心の形式を用いなかった。主たる要所は、白隠流の公案と参禅に置かれていた。

## 著書
- 『郷愁』国民文学社、1916年
- 『米國を放浪して』日本評論社出版部、1921年
- 『金と女から見た米國及米國人』日本評論社出版部、1921年
- 『亜米利加夜話』日本評論社出版部、1922年
- 『さらば日本よ』博多成象堂、1922年
- 『詩集 言葉の鳥籠』扶桑社、1922年
- 『女難文化の國から』騒人社、1927年
- 『弗の女身像』騒人社書局、1928年
- 『変態魔街考』文藝資料研究会、1928年